# Afuá
Afuá es un municipio brasileño del estado del Pará. Se localiza a una latitud 00º09'24" sur y a una longitud 50º23'12" oeste, en la altitud de 8 metros. Su población estimada en 2008 era de 40 000 habitantes. Posee un área de 8.410,3 km² y es conocida como la Venecia de la Isla de Marajó por estar repleta de canales y palafitos.